# Svartgölen (Överums socken, Småland)
Svartgölen är en sjö i Västerviks kommun i Småland och ingår i Storåns huvudavrinningsområde.